# Louis Chodźko
Pour les articles homonymes, voir Chodzko.
Ludwik Borejko Chodźko armoiries Kościesza, né en 1769, mort en 1843, est un homme politique polonais député à la Diète de Grodno, la dernière diète de la république des Deux Nations (Pologne et Lituanie).

## Biographie
Il était député à la Diète de Grodno de 1793 tenue en présence de la garnison russe et il fut du petit nombre des patriotes qui s’opposèrent au partage de la Pologne entre la Russie et la Prusse. Celle-ci, qui, de 1788 à 1792, sembla protéger la Pologne contre la Russie, s’unit à cette dernière pour accomplir le deuxième partage de la Pologne. Ainsi, dans la séance de la diète du 2 septembre 1793, le député Ludwik Chodźko prononça un discours éloquent, qu’il termina par ces mots :

« La violence étant arrivée à ses dernières limites, nous trouvant abandonnés de tout le monde, si nous devons absolument satisfaire l’ambition insatiable du roi de Prusse, eh bien ! donnons lui cette terre polonaise qu’il convoite avec tant d’insistance ; mais ne lui en donnons que six pieds carrés, c'est-à-dire autant qu’il n’en faut pour lui servir un jour de tombeau. Ce morceau de terre, abandonné à l’un de nos partageurs, sera, dans les siècles à venir, le témoignage de l’antique et proverbiale hospitalité polonaise. On dira que nous n’avons voulu refuser à l’envahisseur de notre patrie son dernier asile ! Cet abandon sera, en même temps, la preuve de notre constante opposition contre toutes les violences accomplies sur notre nation innocente ! »

Ces paroles furent confirmées par des faits, à l’époque de l’insurrection de 1794 menée par Tadeusz Kościuszko. 
Ludwik Chodźko servit sous les ordres de Jakub Jasiński, avec le grade de major ; il combattit les Russes, fut blessé et fait prisonnier. Échangé contre un officier supérieur russe, il rentra dans ses foyers et remplit différents emplois civils.

« (…) La famille à laquelle j’appartiens, mêlée aux affaires de la République, depuis la mémorable union de la Lituanie à la Pologne, sous Władysław-Jagellon, n’a jamais dévié de la voie nationale, soit qu’elle ait été appelée dans les rangs armés pour la défense de la patrie contre les agressions étrangères, soit qu’on lui ait confié le besoin d’intérêts civils. »

— Extrait de la protestation de Ludwik Borejko-Chodźko, veneur du district d’Oszmiana, et député du même district de Grodno, à l’occasion de la dissolution de la Confédération de Targowica. Grodno, 17 septembre 1793.
Ludwik Borejko Chodźko fut père de l'historien Leonard Chodźko et cousin germain de l'écrivain Jan Chodźko.